# Drosera petiolaris
Drosera petiolaris i es una especie de planta carnívora perteneciente a la familia de las droseráceas, del subgénero Lasiocephala. Es originaria de Australia.

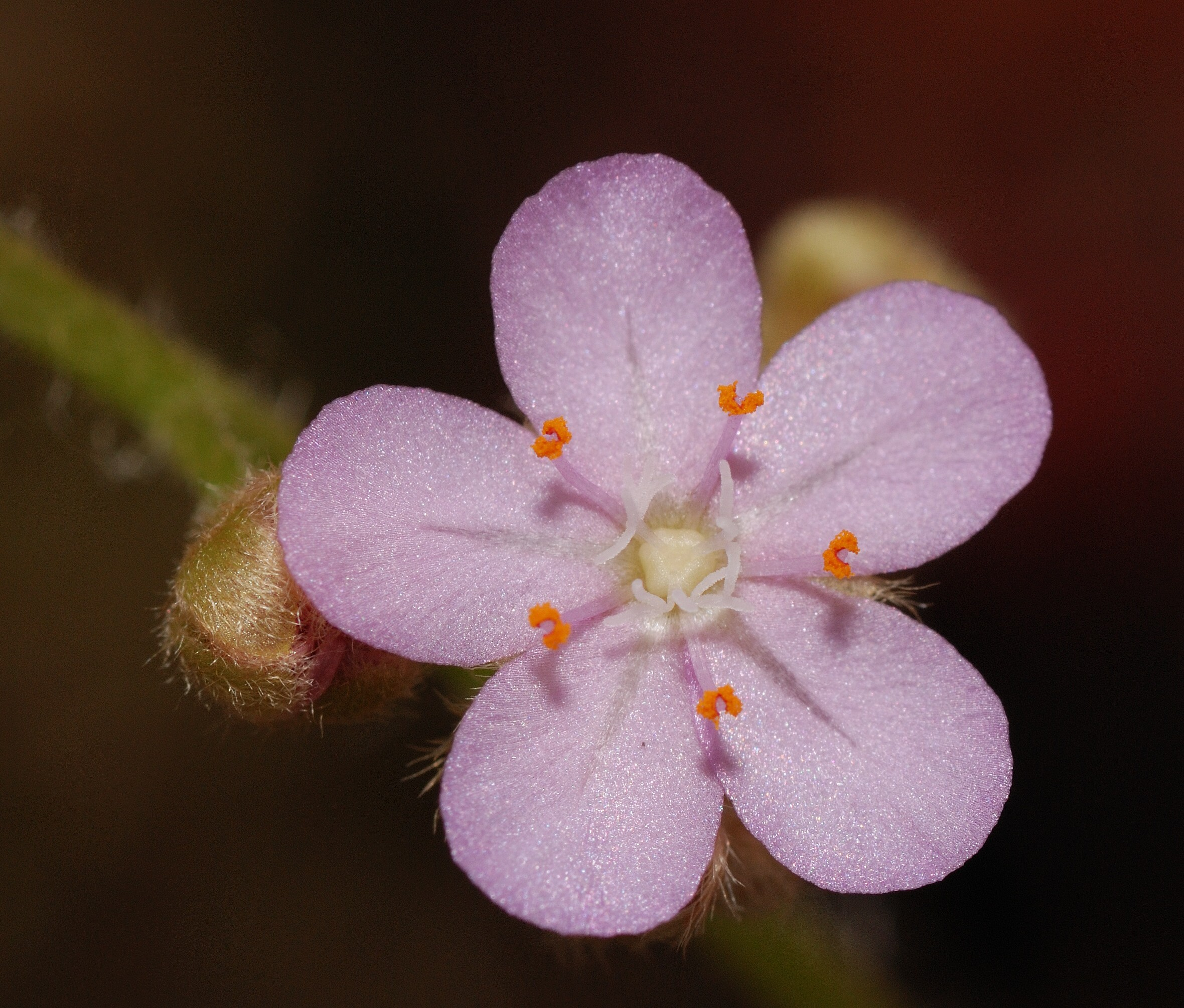
Detalle de la flor

## Descripción
Sus hojas están dispuestas en una compacta roseta basal con largos y estrechos pecíolos emergentes desde el centro de la roseta. Las hojas carnívoras se encuentran al final del pecíolo con largas glándulas adhesivas.

## Distribución y hábitat
Es nativa del norte de Australia, incluyendo las regiones del norte de Western Australia,  Northern Territory, y Queensland en Australia, y Nueva Guinea; esta distribución es la más grande del subgénero y el único que se extiende más allá de Australia.

## Taxonomía
Drosera petiolaris fue formalmente descrita, por primera vez, por el botánico suizo Augustin Pyramus de Candolle en el primer volumen de Prodromus systematis naturalis regni vegetabilis en 1824. En esta descripción, de Candolle citó una descripción inédita del botánico escocés, Robert Brown como base para su descripción válida de la especie. El espécimen tipo fue recolectado en el río Endeavour en Queensland por Joseph Banks y Daniel Solander en el Primer viaje de James Cook a bordo del HMS Endeavour.
Etimología
Drosera: tanto su nombre científico –derivado del griego δρόσος [drosos]: "rocío, gotas de rocío"– como el nombre vulgar –rocío del sol, que deriva del latín ros solis: "rocío del sol"– hacen referencia a las brillantes gotas de mucílago que aparecen en el extremo de cada hoja, y que recuerdan al rocío de la mañana.
petiolaris: epíteto latino que significa "con peciolos".
Sinonimia
- Drosera fulva Planch.
- Drosera petiolaris var. conferta Domin[6][7]